# Nikita Balachov
Pour les articles homonymes, voir Balachov.
Nikita Balachov (en russe : Никита Александрович Балашов), né le 19 juin 1991, à Moscou, en Russie, est un joueur russe de basket-ball. Il évolue au poste d'ailier fort.

## Palmarès
- Coupe de Russie 2012, 2013
- EuroChallenge 2013
- Vainqueur de l'Universiade d'été de 2013